# Suzuki XN85 Turbo
La Suzuki XN85 Turbo, nota anche semplicemente come XN85, è una motocicletta di tipo stradale costruita dalla casa motociclistica giapponese Suzuki, in produzione dal 1983 al 1985.
È stata tra le prime moto stradali ad essere dotata sia del turbocompressore che dell'iniezione elettronica.

## Descrizione e tecnica
Presentata all'inizio del 1983, era una motocicletta sportiva caratterizzata da un particolare e articolato sistema di sovralimentazione mediante turbocompressa. Il numero "85" nel nome stava ad indicare la potenza espressa in cavalli vapore erogata dal propulsore. 
Si caratterizzava per la ruota anteriore da 16 pollici, manubri bassi, pedane arretrate, scarico quattro in uno, alimentazione mediante iniezione elettronica del carburante e una sospensione posteriore monoammortizzatore chiamata Suzuki Full Floater, la prima a presentare questa tipologia di layout tecnico. L'estetica e lo stile derivavano invece dalla coeva Suzuki Katana.